# Macustus grisescens
Macustus grisescens (лат.) — вид цикадок подсемейства Deltocephalinae трибы Athysanini. Единственный представитель рода Macustus. Встречаются в Евразии и Северной Америке.

## Описание
Цикадки размером 4—5 мм. Коренастые, с тупоугольно-закруглённо выступающей вперёд головой, темя поперечное, переход лица в темя закруглённый. Род был впервые выделен в 1942 году (Ribaut, 1942) с типовым видом Macustus grisescens (Zetterstedt, 1828), синонимами которого признаны таксоны Athysanus cognatus Douglas & Scott, 1873, Cicada grisescens Zetterstedt, 1828 и Jassus validinervis Kirschbaum, 1868.